# Zbytków
Zbytków (deutsch Zbitkau oder Zbytkau) ist eine Ortschaft mit einem Schulzenamt der Gemeinde Strumień im Powiat Cieszyński der Woiwodschaft Schlesien, Polen.

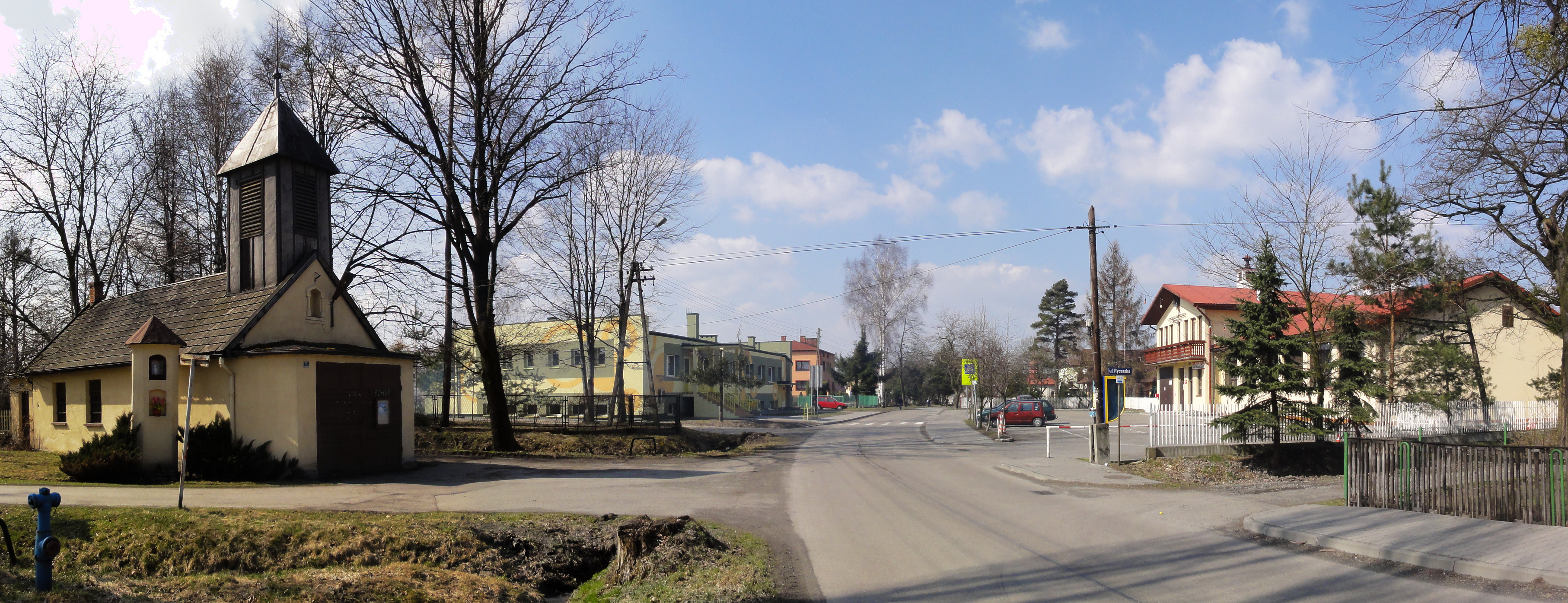
Ortsmitte

## Geographie
Zbytków liegt im Auschwitzer Becken (Kotlina Oświęcimska), etwa 25 km nordwestlich von Bielsko-Biała und 45 km südwestlich von Katowice im Powiat (Kreis) Cieszyn.
Das Dorf hat eine Fläche von 494 ha.
Nachbarorte sind die Stadt Strumień im Osten, Bąków im Süden, Pruchna und Drogomyśl im Süden, Golasowice und Jarząbkowice im Westen, Pawłowice im Norden.

## Geschichte
Das Dorf liegt im Olsagebiet (auch Teschener Schlesien, polnisch Śląsk Cieszyński).
Zbytków wurde 1388 erstmals urkundlich erwähnt. Der Name ist wahrscheinlich abgeleitet vom Vornamen des Urbesitzers Zbytek.
Politisch gehörte das Dorf zum Herzogtum Teschen, der Lehnsherrschaft des Königreichs Böhmen, seit 1526 gehörte es zur Habsburgermonarchie.
Nach der Aufhebung der Patrimonialherrschaften war es ab 1850 eine Gemeinde in Österreichisch-Schlesien, Bezirk Bielitz und Gerichtsbezirk Schwarzwasser. In den Jahren 1880–1910 stieg die Einwohnerzahl von 305 im Jahr 1880 auf 368 im Jahr 1910 an, es waren überwiegend polnischsprachige (zwischen 100 % im Jahr 1890 und 92,1 % im Jahr 1910) und deutschsprachige (7,9 % im Jahr 1910). Im Jahre 1910 waren 88,3 % römisch-katholisch, 8,9 % evangelisch, es gab 10 (2,8 %) Juden.
1920, nach dem Zusammenbruch der k.u.k. Monarchie und dem Ende des Polnisch-Tschechoslowakischen Grenzkriegs, kam Zbytków zu Polen. Unterbrochen wurde dies nur durch die Besetzung Polens durch die Wehrmacht im Zweiten Weltkrieg.
Von 1975 bis 1998 gehörte Zbytków zur Woiwodschaft Bielsko-Biała.